# Naval (Huesca)
Naval ist eine nordspanische Gemeinde (municipio) mit 273 Einwohnern (Stand: 2024) im Zentrum der Provinz Huesca in der Autonomen Region Aragonien. 

## Lage und Klima
Naval liegt etwas südlich der Sierra de la Carrodilla etwa 35 Kilometer (Fahrtstrecke) ostnordöstlich der Provinzhauptstadt Huesca in einer durchschnittlichen Höhe von etwa 637 m am Río Llastre. Im Osten der Gemeinde liegt der Stausee Embalse del Grado I, der vom Río Cinca gespeist wird. Das Klima ist warm und gemäßigt (die Winter sind relativ kalt, die Sommer heiß); Regen (ca. 832 mm/Jahr) fällt übers Jahr verteilt.

## Sehenswürdigkeiten
- Fabian- und Sebastianskirche
- Kirche Santa Maria
- Einsiedelei der Maria Dolorosa aus dem 18. Jahrhundert
- Einsiedelei der Santa Quiteria aus dem 16. Jahrhundert

## Persönlichkeiten
- Joaquín de la Pezuela (1761–1830), Vizekönig von Peru